# Spermophilus nilkaensis
Spermophilus nilkaensis (ховрах тянь-шанський) — гризун з родини Вивіркові (Sciuridae), один з представників роду Spermophilus.

## Опис
Цей ховрах близько 20—24 сантиметрів завдовжки, з хвостом 6—7.5 сантиметрів і важить від 290 до 400 грамів. Літнє хутро сірувате або жовтувато-коричневе з деякими нечіткими світлими плямами на спинній частині тіла, блідіше з боків і жовтувато-сіре внизу. Взимку хутро стає загалом блідішим і сірішим. Хвіст має жовтувато-білий кінчик. Не має відмітин на обличчі, як у кількох споріднених видів.

## Середовище проживання
Країни поширення: Китай (Сіньцзян), Казахстан, Киргизстан.

## Спосіб життя
Цей вид живе на луках, де будує нори. Вид денний і харчується травою, зеленою рослинністю і комахами. Зимує від серпня / вересня до кінця лютого / початку березня.
Розмноження відбувається навесні, після виходу зі сплячки. Вагітність триває 25-27 днів, і розмір посліду становить 3-7 (в середньому)

## Загрози та охорона
Немає серйозних загроз виду. Цей вид зустрічається в англ. Xuelingyunshan Nature Reserve в Китаї (CSIS 2008) і може бути присутнім в інших охоронних територіях.